# Triumph Werke Nürnberg AG
La Triumph Werke Nürnberg AG fu una casa motociclistica tedesca, che sotto il nome New Triumph Co. Ltd, venne fondata nel 1896 a Norimberga, come società controllata della inglese Triumph Motorcycles Ltd di Hinckley, Gran Bretagna. L'azienda faceva parte dell'industria motociclistica di Norimberga e cessò la produzione di due ruote nel 1956.

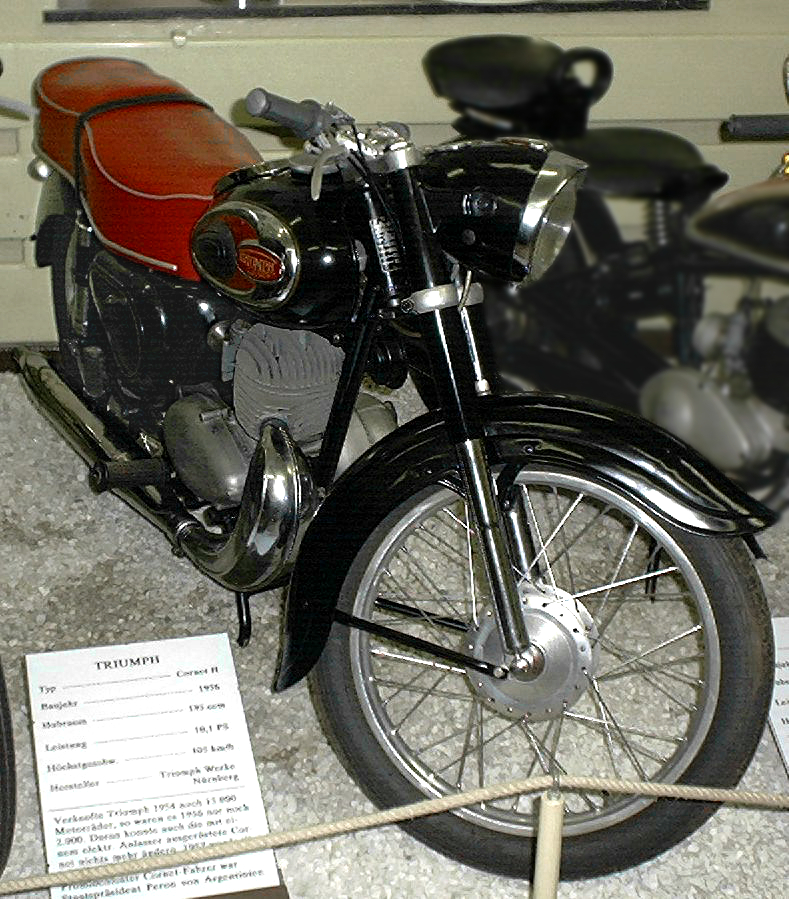
Triumph Cornet II presso il Motorradmuseum Ibbenbüren

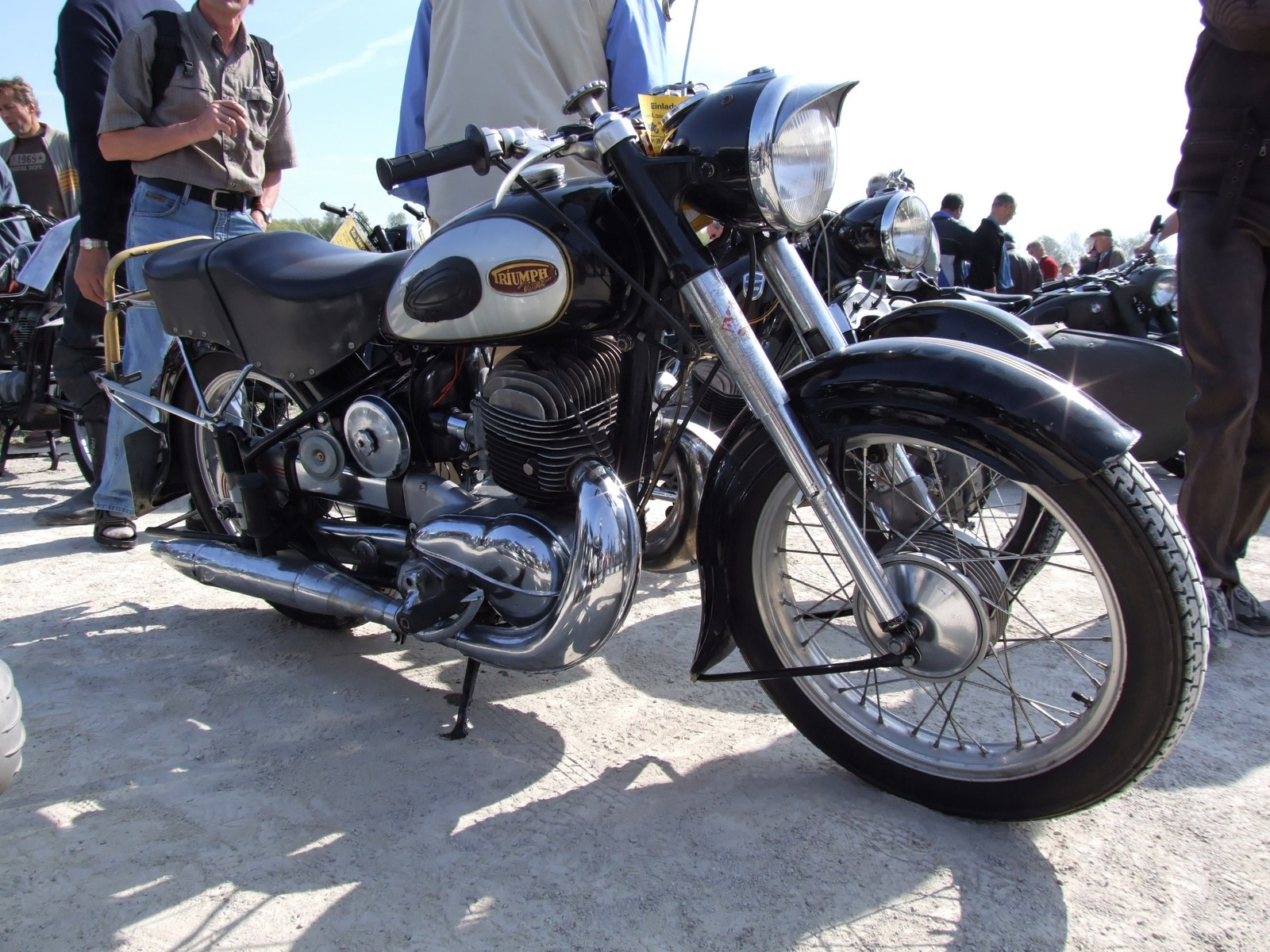
Triumph Boss

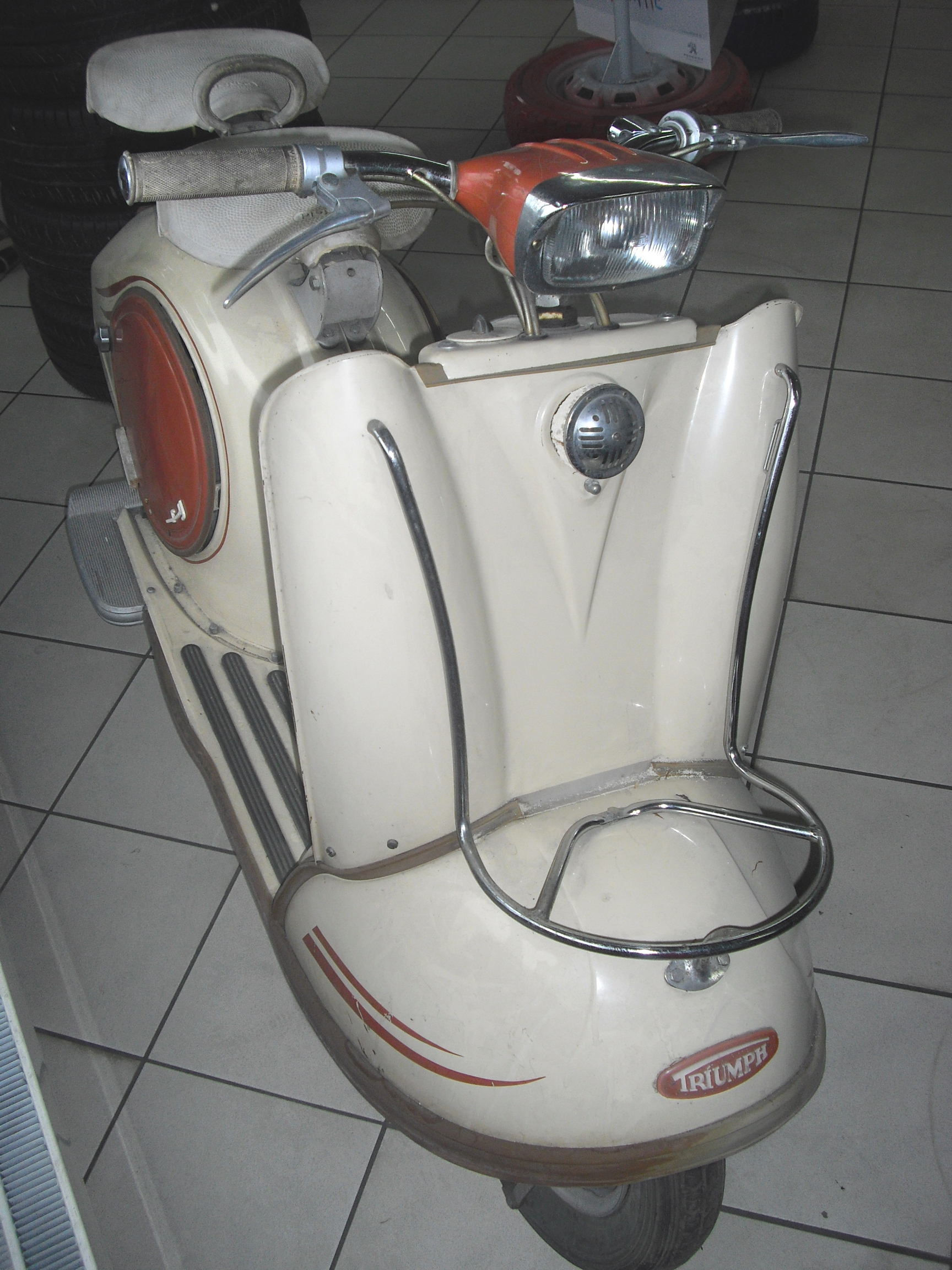
Triumph Tessy

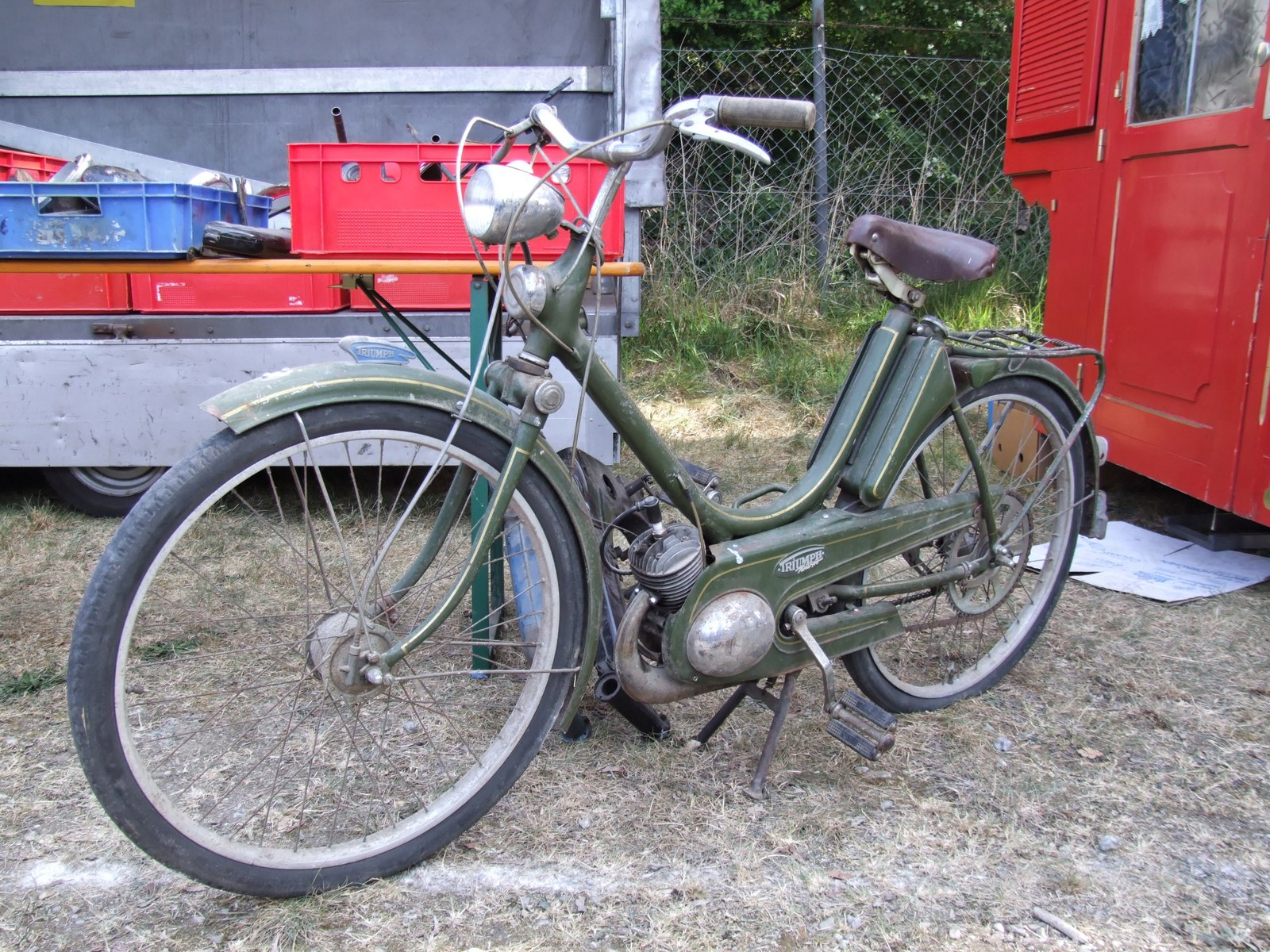
Triumph Knirps

## Storia
L'imprenditore Siegfried Bettmann, nato nel 1863, si recò nel 1884 in Inghilterra, dove fondò una fabbrica di biciclette, che venne più tardi nominata Triumph Motorcycles quando iniziò la produzione di motociclette. Nella sua città natale, Norimberga, nel 1896 Bettmann fonda assieme a investiori, commercianti e industriali del luogo, la società controllata, che dal 1897 produrrà biciclette.
Nel 1903 inizia la produzione delle motociclette della belga Minerva, della Fafnir e della Peugeot, nel 1907 reintegrato nel Reich su richiesta del mercato. Il numero delle vendite stagionale di biciclette sempre più debole, fece sì che la società acquisì nel 1909 la fabbrica di macchine per scrivere Kührt & Riegelmann GmbH. Questo settore divenne molto importante per la società. Vennero anche prodotti materassi e reti da letto. Nel 1911 la società divenne Triumph Werke Nürnberg AG, e nel 1913 si separò dalla casa madre inglese.
Nel 1919 la produzione di moto fabbricò la Knirps, con motore a due tempi su base Triumph Junior. Vennero prodotte successivamente varianti con motore più potente a quattro tempi dal 1924 al 1929 e vendute alla Triumph England. Dal 1930 venne impiegato il motore a quattro tempi Motosacoche (M.A.G.), prima comprato e successivamente prodotto su licenza. La costruzione di motori quattro tempi cessò nel 1938. Come molti altri produttori la Triumph dal 1931 offrì modelli a motorizzazione Fichtel & Sachs.
Lo sviluppo di motori a due tempi fu molto dispensioso nella metà degli anni trenta e rivolto ai minimi consumi rapportati alla potenza. Dopo il brevetto del travaso da parte di Adolf Schnürle, divenne lo sviluppo di motori con valvola rotativa-controllo di aspirazione e doppio cilindro, la base dei motori del dopoguerra.
Durante la seconda guerra mondiale la produzione seguì il piano Schell con il doppio cilindro BD250.
Dopo la guerra nel 1948 la produzione riprese con la B125. Un nuovo motore di nuova generazione con scarico e biella a U (il modello precedente prebellico aveva valvole a fodero e biella separata) fece il successo del modello BDG 125, BDG 250, del 200 "Cornet" e 350 "Boss". Anche gli scooter ("Contessa" e "Tessy") e il moped ("Knirps"). Agli inizi degli anni cinquanta furono forniti motori anche per le macchine agricole Alldog della Heinrich Lanz AG.
Il biciclindrico a due tempi mostrava una curva di coppia piatta e a basso numero di giri (numero di giri massimo 4000 g/min) e con basso consumo di miscela. Al minimo sembrava quasi un quattro tempi. La catena di trasmissione sulla ruota posteriore era in bagno d'olio e praticamente esente da manutenzione. Presto la produzione introdusse la sospensione a molle sulla ruota posteriore. Le motociclette Triumph Nürnberg vennero considerate confortevoli ma allo stesso tempo robuste e di uso quotidiano. Il modello più grande (BDG 250 e Boss) vennero prodotte con freno idraulico sulla ruota posteriore, cosa che rese possibile la produzione di sidecar. I modelli Cornet e Boss ebbero un silenziatore di scarico notevole e aspirazione elaborata; Il silenziatore molto voluminoso, all'epoca noto come "Birne" (pera) o "Blase" (bolla), resero l'immagine di macchine molto comode per il loro periodo.
Max Grundig, fondatore della Grundig AG, acquisì nel 1956 la Firma per la produzione di macchine da ufficio, e nello stesso anno anche la Adlerwerken creando la Triumph-Adler AG e fabbricando macchine per ufficio sotto un unico marchio. La produzione di due ruote cessò nello stesso anno.

## Modelli
| Tipo           | Anno      | Cilindrata | Motore                              | Potenza         | Velocità massima |
| -------------- | --------- | ---------- | ----------------------------------- | --------------- | ---------------- |
| Knirps         | 1919–1923 | 276 cm³    | due tempi                           | 2,2 kW/ 3 PS    | 65 km/h          |
| KK             | 1923–1926 | 298 cm³    | due tempi                           | 2,9 kW/ 4 PS    | 75 km/h          |
| T              | 1924–1927 | 550 cm³    | quattro tempi (Triumph di Coventry) | 2,9 kW/ 4 PS    | 90 km/h          |
| T II           | 1924–1927 | 499 cm³    | quattro tempi (Triumph di Coventry) | 11,8 kW/ 16 PS  | 90 km/h          |
| S              | 1924–1926 | 499 cm³    | quattro tempi (Triumph di Coventry) | 2,5 kW/ 3,5 PS  | 130 km/h         |
| K III (Knirps) | 1926–1928 | 250 cm³    | due tempi                           | 4,4 kW/6 PS     | 80 km/h          |
| K IV           | 1926–1928 | 250 cm³    | due tempi                           | 4,4 kW/ 6 PS    | 80 km/h          |
| K V            | 1926–1928 | 250 cm³    | due tempi                           | 4,4 kW/ 6 PS    | 80 km/h          |
| K 6            | 1928–1933 | 197 cm³    | due tempi                           | 4,4 kW/ 6 PS    | 70 km/h          |
| K 7            | 1928–1933 | 197 cm³    | due tempi                           | 4,4 kW/ 6 PS    | 70 km/h          |
| K 8            | 1928–1933 | 200 cm³    | due tempi                           | 4,0 kW/ 5,5 PS  | 70 km/h          |
| K 9            | 1928–1933 | 200 cm³    | due tempi                           | 4,0 kW/ 5,5 PS  | 70 km/h          |
| K 10           | 1928–1931 | 300 cm³    | due tempi                           | 5,9 kW/ 8 PS    | 90 km/h          |
| K 11           | 1928–1931 | 300 cm³    | due tempi                           | 5,9 kW/ 8 PS    | 90 km/h          |
| T III          | 1928–1930 | 493 cm³    | quattro tempi (Triumph di Coventry) | 11,8 kW/ 16 PS  | 90 km/h          |
| T 4            | 1928–1930 | 493 cm³    | quattro tempi (Triumph di Coventry) | 11,8 kW/ 16 PS  | 90 km/h          |
| SSK            | 1930–1933 | 346 cm³    | quattro tempi (M.A.G.)              | 11,1 kW, 15 PS  | 115 km/h         |
| T 350          | 1930–1931 | 350 cm³    | quattro tempi (M.A.G.- licenza)     | 7,4 kW/ 10 PS   | 80 km/h          |
| T 500          | 1930–1931 | 496 cm³    | quattro tempi (M.A.G.)              | 9,6 kW/ 13 PS   | 90 km/h          |
| BL 170         | 1930–1931 | 170 cm³    | due tempi                           | 3,7 kW/ 5 PS    | 70 km/h          |
| RR 750         | 1930–1933 | 741 cm³    | quattro tempi (M.A.G.)              | 11,8 kW/ 16 PS  | 105 km/h         |
| KV 200         | 1930–1934 | 200 cm³    | due tempi                           | 4,4 kW/ 6 PS    | 70 km/h          |
| KV 250         | 1930–1934 | 250 cm³    | due tempi                           | 5,9 kW/ 8 PS    | 80 km/h          |
| SK 250         | 1930–1934 | 250 cm³    | due tempi                           | 5,9 kW/ 8 PS    | 80 km/h          |
| RL 30          | 1932–1935 | 198 cm³    | due tempi                           | 4,4 kW/ 6 PS    | 70 km/h          |
| Noris 200      | 1932–1935 | 198 cm³    | due tempi                           | 4,4 kW/ 6 PS    | 70 km/h          |
| TM 500         | 1932–1937 | 500 cm³    | quattro tempi (M.A.G.- licenza)     | 9,6 kW/ 13 PS   | 95 km/h          |
| SST 500        | 1932–1933 | 500 cm³    | quattro tempi (M.A.G.)              | 14,8 kW/ 20 PS  | 120 km/h         |
| STM 500        | 1932–1937 | 500 cm³    | quattro tempi (M.A.G.- licenza)     | 14,8 kW/ 20 PS  | 120 km/h         |
| Kongress       | 1932–1937 | 346 cm³    | quattro tempi (M.A.G.- licenza)     | 6,6 kW/ 9 PS    | 90 km/h          |
| SKL 200        | 1933–1934 | 197 cm³    | due tempi                           | 4,4 kW/ 6 PS    | 75 km/h          |
| 200 K          | 1934–1937 | 197 cm³    | due tempi                           | 4,4 kW/ 6 PS    | 70 km/h          |
| TS 100         | 1934–1936 | 98 cm³     | due tempi                           | 2,2 kW, 3 PS    | 55 km/h          |
| B 200          | 1936–1937 | 197 cm³    | due tempi                           | 5,1 kW, 7 PS    | 80 km/h          |
| B 204          | 1936–1939 | 197 cm³    | due tempi                           | 5,1 kW, 7 PS    | 80 km/h          |
| B 350          | 1936–1939 | 346 cm³    | due tempi                           | 8,9 kW, 12 PS   | 110 km/h         |
| S 350          | 1937–1938 | 346 cm³    | due tempi                           | 8,9 kW, 12 PS   | 110 km/h         |
| S 500          | 1937–1938 | 496 cm³    | quattro tempi (M.A.G.- licenza)     | 14,8 kW/ 20 PS  | 125 km/h         |
| B 125          | 1939–1949 | 122 cm³    | due tempi                           | 3,1 kW/ 4,2 PS  | 75 km/h          |
| BD 250         | 1939–1943 | 248 cm³    | due tempi                           | 8,9 kW/ 12 PS   | 110 km/h         |
| BDG 250        | 1949–1957 | 248 cm³    | due tempi                           | 8,9 kW/ 12 PS   | 110 km/h         |
| BDG 125        | 1950–1957 | 123 cm³    | due tempi                           | 4,6 kW/ 6,25 PS | 90 km/h          |
| Cornet         | 1953–1957 | 197 cm³    | due tempi                           | 7,4 kW/ 10 PS   | 102 km/h         |
| Boss           | 1953–1957 | 344 cm³    | due tempi                           | 11,8 kW/ 16 PS  | 120 km/h         |
| Knirps Moped   | 1953–1957 | 47 cm³     | due tempi                           | 1,0 kW/ 1,3 PS  | 45 km/h          |
| Contessa       | 1955–1957 | 197 cm³    | due tempi                           | 7,4 kW/ 10 PS   | 95 km/h          |
| Tessy          | 1956–1957 | 125 cm³    | due tempi                           | 5,5 kW/ 7,5 PS  | 80 km/h          |
| Tessy Super    | 1956–1957 | 150 cm³    | due tempi                           | 6,2 kW/ 8,5 PS  | 80 km/h          |
| Fips           | 1956–1957 | 47 cm³     | due tempi                           | 0,7 kW/ 1 PS    | 45 km/h          |
| Sportfips      | 1956–1957 | 47 cm³     | due tempi                           | 0,7 kW/ 1 PS    | 45 km/h          |

## Produzione di automobili
Nel 1933 l'azienda iniziò la produzione di automobili. Il modello unico fu un triciclo. Autoveicoli non tassati. Per la propulsione si utilizzò un motore con 350 cm³ di cilindrata, con trasmissione del moto sulla ruota posteriore. La coupé ebbe posto per due persone. Furono poche le unità prodotte.